# Can Girard
Can Girard és una casa de Maçanet de la Selva (Selva) inclosa a l'Inventari del Patrimoni Arquitectònic de Catalunya.

## Descripció
Ens trobem davant d'un habitatge de dos pisos, el primer dels quals està constituït per un banda, per un portal adovellat, en el qual les tres dovel·les centrals o de coronament contenen una inscripció “Iesus Rafael 1565 Farer”. Mentre que per l'altra, una obertura de mig punt amb una lleu motllura d'emmarcament. En el primer pis, trobem una obertura de llinda monolítica, amb muntants de pedra, la qual està flanquejada a la dreta, per un rellotge de sol, que conté la data de construcció de l'edifici, com és la de 1565, així com la data de restauració 1978.

## Història
Com molt bé indica el rellotge de sol ubicat en la façana principal, la casa va ser construïda en el 1565 per Rafael Ferrer.) Si el rellotge de sol indica la data d'origen de construcció de l'edifici, també ressenya la data de 1978, en la qual es va portar a terme una rehabilitació considerable de l'immoble. Tot i això, els anys han anat passant, i ha set necessari realitzar lleus intervencions en l'habitatge, com ara canviar la coberta per una de nova, rascar i pintar la façana... Totes aquestes accions contribuiran a que l'edifici perduri molt anys més en la vila.